# Saint Bond
Pour les articles homonymes, voir Bond.
Bond de Sens (Baldus) est un saint ermite de la fin du VIe siècle et du début du VIIe siècle qui vécut dans l'archidiocèse de Sens à l'époque mérovingienne. Il avait installé un ermitage sur la colline qui porte désormais son nom de Paron.

## Biographie
Bond ou Baud ou Bald (en latin Baldus, hardi en germanique) est né au milieu du VIe siècle au hameau de Rupcouvert près de Paron. À l'époque, le royaume des Francs est partagé entre la Neustrie (sous Chilpéric), l'Austrasie (sous Sigebert), et le royaume d'Orléans et de Bourgogne (la Burgondie avait été conquise par les Francs en 534). La cité de Sens, qui est alors une importante métropole provinciale, est convoitée par les uns et les autres royaumes. En 613, le roi de Neustrie, Clotaire II, s'en rend maître. Les rivalités et les troubles font des ravages dans les campagnes. L'évêque est considéré comme le défenseur de la cité, c'est à lui d'organiser ce que l'on appelle aujourd'hui les services sociaux et sanitaires. Il fonde écoles et hôpitaux. Mais il doit aussi christianiser des mœurs restées encore très rudes.
Bond est un pénitent, c'est-à-dire qu'il a été mis à l'écart de la communauté pour avoir commis un crime grave : meurtre ou adultère, par exemple. II ne pouvait assister qu'au début de la messe et au fond de l'église et vivait les autres jours à l'écart. À cette époque, l'expiation pouvait prendre plusieurs années. Passé ce délai, le pénitent était réintégré le jeudi saint à la liturgie eucharistique.
Devant la ferveur de ce pénitent et ses mortifications, la population des villages alentour est édifiée et émerveillée. Il s'était établi seul sur un coteau de la rive gauche en amont de la ville de Sens de l'autre côté de l'Yonne. Les villageois lui construisent un ermitage. Selon une légende élaborée au cours des siècles, l'évêque saint Arthème (18e évêque de Sens entre 579 et 609) lui avait remis un bâton desséché lui indiquant que sa pénitence serait terminée lorsque le bout de bois bourgeonnerait, ce qui advint. On retrouve cette même légende dans l'hagiographie de saint Christophe. Il meurt les bras en croix sur un tas de cendres. L'évêque saint Arthème de Sens est lui aussi édifié. Les deux hommes seront canonisés par la vox populi. Après la mort de l'ermite, son culte se répand dans la région. L'ermitage et sa chapelle deviennent un prieuré sous l'évêque Richer II en 1080. Il est ravagé par les huguenots en 1567 et il est supprimé en 1735 et les reliques sont transférées à l'église Sainte-Florence-Saint-Bond de Paron. Une relique se trouve aussi à la maison paroissiale de Saint-Julien-du-Sault. Des toponymes locaux gardent son souvenir, notamment autour de Paron.  
Cet épisode illustre également la cohabitation nécessaire entre deux populations : Bond, descendant des Francs conquérants, maîtres du pays, et Arthème, représentant de l'ancienne aristocratie cultivée gallo-romaine.

## La légende

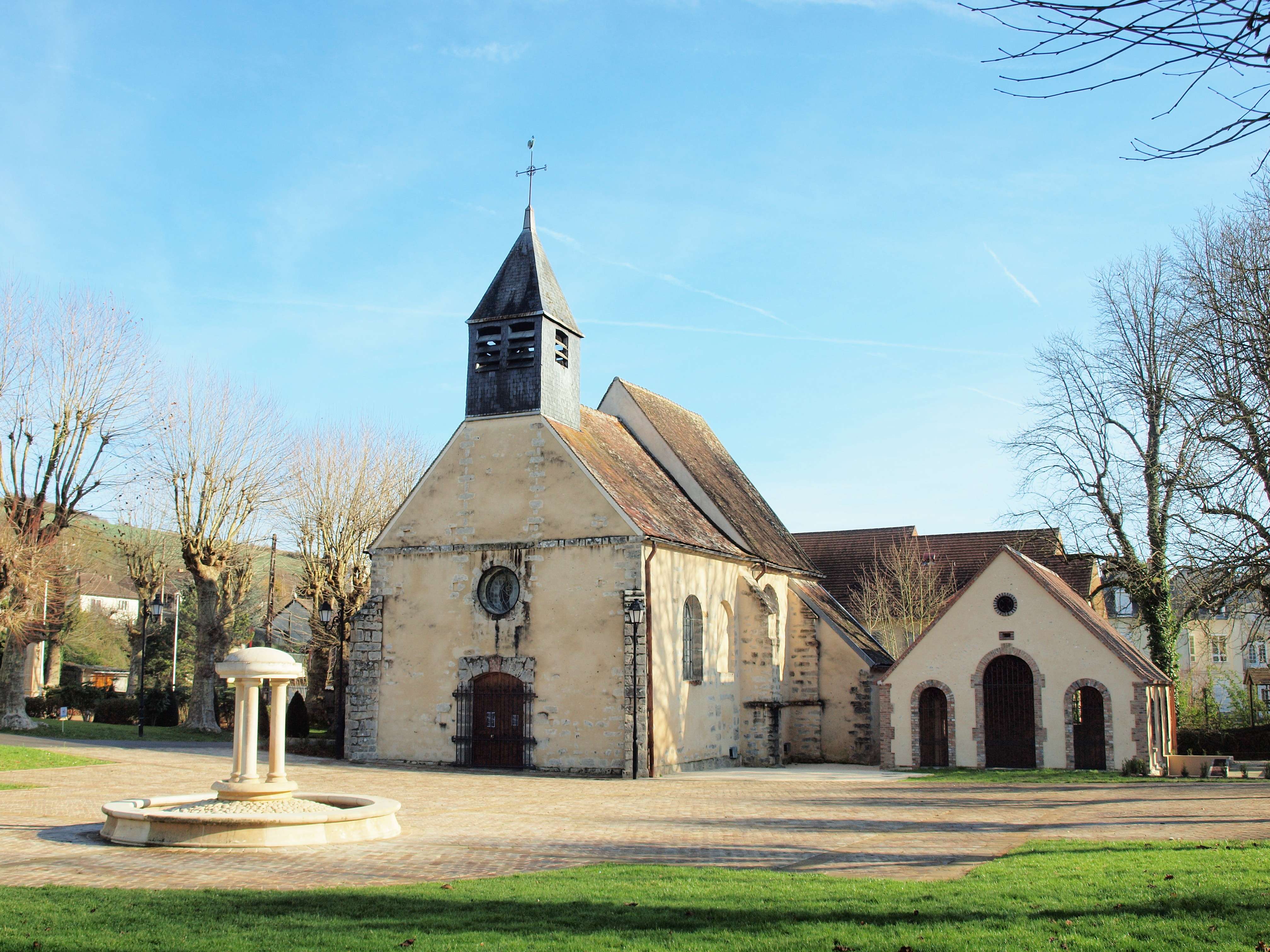
La fontaine de Saint-Bond devant l'église Sainte-Florence et Saint-Bond de Paron

Selon la légende rapportée par Dom Patrice Cousin, Bond était le fils unique d'une famille originaire de Sens et installée en Espagne. Une prédiction aurait annoncé qu'il deviendrait un parricide. Il décida alors de quitter ses parents pour échapper à cette malédiction et s'installa dans les environs de Sens. Pendant des années, ses parents cherchèrent leur fils puis finirent par le trouver. Accueillis par la femme de Bond mais exténués par leur voyage, ils se reposèrent dans le lit conjugal. Bien que sa femme partit le prévenir, Bond rentra par un autre chemin et découvrit un homme et une femme dans son lit. Pensant à un adultère, il les tua tous deux, accomplissant ainsi la prophétie.
Se rendant compte qu'il avait tué ses parents, il partit en pèlerinage pour Jérusalem puis Rome afin de faire pénitence. Le Pape l'adressa à Saint Arthème, Évêque de Sens.
Celui-ci lui ordonna pour pénitence de s'installer sur la colline de Paron et d'y planter un bâton sec, de l'arroser chaque jour jusqu'à ce qu'il prenne racine et reverdisse. C'est ce que fit Bond pendant des années en allant puiser de l'eau de l'Yonne avec un cruche puis, après que le Diable l'ait brisée, avec un panier en osier.
D'après la légende, il aurait accompli deux miracles. Il aurait transformé des cendres en farine pour une paysanne affamée puis aurait ressuscité un enfant mort-né pour le faire baptiser. Ce serait alors que le bâton aurait reverdi et Bond fut considéré comme un saint.

## l'ermitage
D'après Paul Glaizal, dont les travaux se basent sur deux gravures de 1650 et 1760, l'ermitage était un monument de 13,3 m de long, 5,40 m de large et 10,5 m de haut surmonté d'une flèche culminant à 21,8 m.